# 감곡성당
감곡성당(甘谷聖堂) 또는 감곡천주교회는 1896년 프랑스인 임가밀로 신부가 건립한 로마 가톨릭교회의 성당이다. 전국에서 18번째로 세워진 성당이며 충청북도 내에서는 최초로 건립된 성당이다. 1996년 1월 5일 충청북도의 유형문화재 제188호로 지정되었다.

## 개요
임가밀로 신부는 1914년 최초로 성체거동행사를 개최하였고 문맹퇴치를 위하여 학교를 설립하여 일본 식민지하에서 억압받는 청년과 아이들에게 민족의식을 심어주고 한글을 가르쳐 민족의 뿌리가 마르지 않게 하였다.
1930년 지금의 고딕식 성당을 건립하고 1934년 지금의 화강석으로 된 사제관을 2층으로 지었다.
한국 전쟁 당시 북한군이 성당을 침입하여 감곡성당에 모셔진 성모상에 총을 무수히 많이 쐈지만 단 7발만 박혔다고 한다. 그리고 속이 빈 석고상이기 때문에 깨져야하지만 성모상은 깨지지 않았다. 전해지는 이야기에 따르면 그때 성모상은 눈물을 흘렸다고 한다.

## 같이 보기
- 음성 감곡성당 소장유물 - 충청북도 유형문화재 제219호

## 참고자료
- 음성감곡성당 - 국가유산청 국가유산포털
- 이 문서에는 다음커뮤니케이션(현 카카오)에서 GFDL 또는 CC-SA 라이선스로 배포한 글로벌 세계대백과사전의 내용을 기초로 작성된 글이 포함되어 있습니다.